# Bellibarbula recurva
Bellibarbula recurva är en bladmossart som beskrevs av Richard Henry Zander 1993. Bellibarbula recurva ingår i släktet Bellibarbula och familjen Pottiaceae. Inga underarter finns listade i Catalogue of Life.